# Michael Radau
Michael Radau (ur. 1617 w Braniewie, zm. 17 kwietnia 1687 w Nieświeżu) – niemiecki teolog, jezuita, rektor kolegium w Królewcu i w Collegium Hosianum w Braniewie, teoretyk wymowy, pedagog.

## Życiorys

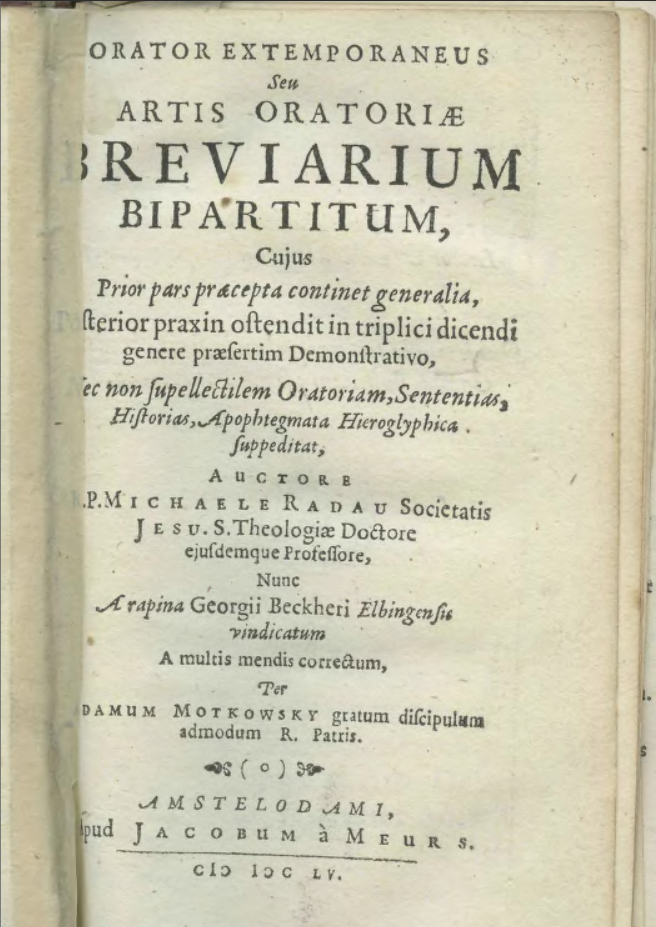
Orator Extemporaneus seu artis oratoriae breviarium bipartitum

Kształcił się w kolegium jezuickim, a od 1626 w seminarium duchownym w Braniewie. 20 sierpnia 1633 wstąpił do zakonu jezuitów w Wilnie. W latach 1635–1637 był profesorem gramatyki i poetyki w Krożach, w latach 1637–1638 profesorem retoryki w Wilnie, 1642–1643 w Braniewie, 1644–1647 wykładał filozofię w Wilnie, w tym czasie uzyskał doktorat z filozofii (1645). Następnie w latach 1647–1648 prefekt szkół w Braniewie, 1648–1649 kaznodzieja w Warszawie, 1649–1654 profesor teologii scholastycznej w Braniewie, 1654–1659 i 1663–1673 misjonarz w Królewcu, 1659–1663 profesor teologii w Braniewie, 1673–1676 rektor Kolegium Jezuitów w Braniewie, 1676–1680 prefekt studiów w Wilnie, 1680–1683 rektor w Wilnie, 1683–1687 instruktor III probacji w Nieświeżu.
W czasach swojej działalności był znanym w Europie teologiem. Przypisuje się mu autorstwo następujących dzieł: Orator extemporaneus oraz Orationes in laudem benefactorem Collegii Vilnensis. Pierwsza z tych prac cieszyła się dużą popularnością, o czym świadczy fakt, że do 1741 ukazało się jej aż 24 wydań w Niemczech, Włoszech, Niderlandach, Czechach, Polsce i na Węgrzech. Wykładał sztuki piękne i filozofię, następnie przez 8 lat scholastykę. Przez długi czas był kaznodzieją i misjonarzem. Następnie został rektorem kolegium w Królewcu, a potem w Liceum Hosianum w Braniewie (w latach 1673–1675).